# 謝琛 (正統進士)
謝琛（1412年—？），字伯玉，浙江寧波府定海縣人，竈籍。明朝政治人物。進士出身。

## 生平
正統三年（1438年）戊午科浙江鄉試第三十二名。正統四年（1439年）聯捷己未科會試第三十名，殿試登進士第三甲第三十八名。

## 家族
曾祖父謝讓。祖父謝東昇。父亲謝正。